# Peter Brotherton
Peter Frederick Brotherton (Boston, 4 de fevereiro de 1931) é um ex-ciclista britânico. Seus maiores sucessos alcançados foram como amador. Terminou em quarto lugar nos Jogos Olímpicos de Melbourne 1956, na prova de tandem.